# Универзитет Хазар (Баку)
Универзитет Хазар (азер. Xəzər Universiteti, енгл. Khazar University) је приватни универзитет који се налази у Бакуу, у Азербејџану.

## Универзитетско насеље
Универзитет Хазар поседује три универзитетска насеља у граду Бакуу:
- Универзитетско насеље Нефтхилар[2]
- Централно насеље (центар града)[2]
- Универзитетско насеље Бинагади[2]

- Универзитетско насеље Нефтхилар
- Универзитетско насеље Нефтхилар
- Централно насеље

## Основне информације
Универзитет је 1991. године основао професор Хамлет Исакханли. Постао је један од првих приватних универзитета у источној Европи, Кавказу и централној Азији, као и први универзитет у Азербејџану који је увео високо образовање западног стила, истраживање оријентисано на запад. Исакханли је основао Хазар у интересу да реформише ранији систем високог образовања под совјетском влашћу. За више информација о образовном систему у Азербејџану прочитајте:
- Исакханли, Х. (2006). У потрази за Хазаром (енгл. In Search of Khazar). Баку[7]
- Исакханли, Х. (2007). Образовни систем у транзицијској економији: поглед из Азербејџана. Баку[7]

## Академске информације
У Азербејџану, универзитет Хазар пружа образовање западног стила на свим нивоима: додипломском, дипломском и докторском. Универзитет Хазар, такође, прима студенте са размене из страних земаља. То ствара прилику да се студентима универзитета Хазар омогући да оду на размену у страним земљама. Такође универзитет поседује лабораторију.
|   | У оквиру Универзитета Хазар постоје четири школе (факултета): |
| 1 | Школа инжињера и примењених наука                             |
| 2 | Школа економије и менаџмента                                  |
| 3 | Школа хуманистичких и друштвених наука                        |
| 4 | Просветна школа                                               |

## Значајни алумни
- Нигар Џамал

## Припадања
Универзитет је члан удружења универзитета Кавказ.